# Daniel Santos (músico)
Daniel Doroteo de los Santos Betancourt (Santurce, 5 de fevereiro de 1916 – Ocala, 27 de novembro de 1992) foi um cantor e compositor porto-riquenho. Foi intérprete de gêneros musicais caribenhos, como o bolero, guaracha, plena e rumba cubana. Ao longo de sua carreira, adotou diversos nomes como El Jefe e El Inquieto Anacobero.
Santos estreou como cantor em 13 de setembro de 1930 no "Trío Lírico", em Nova York. Em 1938, entrou para o "El Cuarteto Flores". Com o El Flores, gravou e compôs músicas como: "Perdon"; "Amor"; "El Ultimo Adios";  "Si Yo Fuera Millonario" e Borracho no Vale, músicas de sucesso na década de 1940.
Na Segunda Guerra Mundial, serviu na infantaria do Exército dos EUA no Pacífico, mas antes do embarque, gravou "Despedida", escrita por seu amigo e colega de banda, sobre um recruta do Exército que teve que deixar para trás a namorada e a mãe doente. A música fez muito sucesso entre os latinos norte-americanos.
Quando deu baixa do Exército, retornou a carreira, fazendo turnês internacionais, longas temporadas em Cuba e Porto Rico.

## Morte
Após dois infartos e problemas causados pela Doença de Alzheimer, morreu em 27 de novembro de 1992 de ataque cardíaco, aos 76 anos, em sua fazenda, a "Fazenda Anacobero", em Ocala, Flórida.